# カワサキ・エプシロン

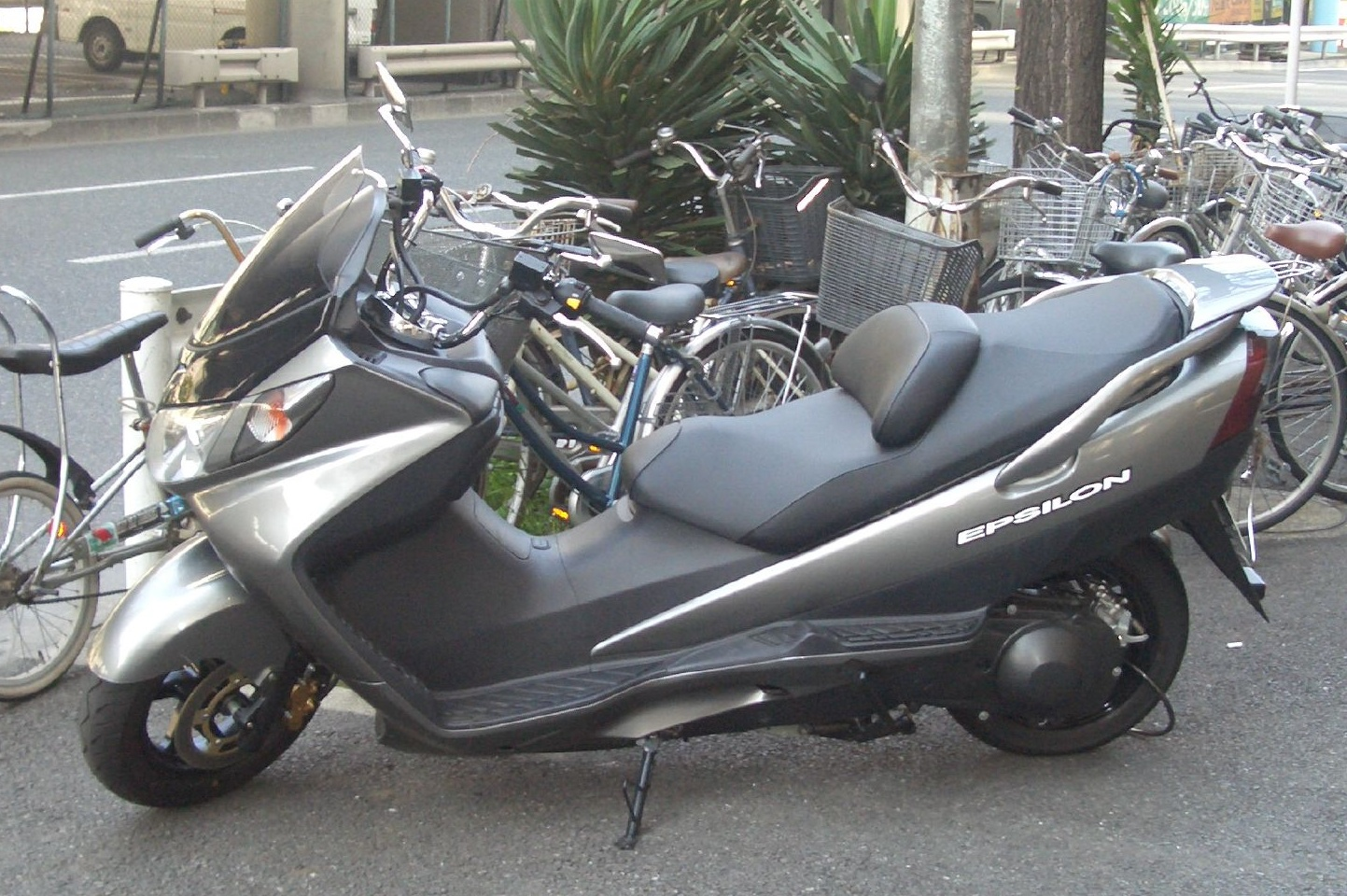
カワサキ・エプシロン250

カワサキ・エプシロン（EPSILON）は、スズキからOEM供給を受け、川崎重工業汎用機カンパニー（モーターサイクル&エンジンカンパニーを経て現：カワサキモータース）が販売していたスクータータイプのオートバイである。

## 概要
排気量別に二つの車種が存在する。基本的にはOEM元であるスズキのスカイウェイブ、アヴェニスと同一であるが、カワサキブランドでの販売に伴いエンブレムの変更や専用カラーなどが設定されている。なお両社のOEM提携解消に伴い、エプシロン150・250とも2007年までに販売終了となった。これによりカワサキは国内市場向けスクーターから完全に撤退した。

## モデル一覧
エプシロン250
スズキ・スカイウェイブ250のOEM。スカイウェイブ250からの変更点としては、エンブレムなどの他に、専用カラーとハンドルなどの一部パーツが変更されていた。
エプシロン150
スズキ・アヴェニス150のOEM。専用カラーや専用ステッカーなどで差別化されていた。